# 587-ма фольксгренадерська дивізія (Третій Рейх)
587-ма фольксгренадерська дивізія (Третій Рейх), також 587-та фольксгренадерська дивізія «Гросгьоршен» (нім. 587. Volks-Grenadier-Division "Groß-Görschen") — піхотна дивізія народного ополчення (фольксгренадери), що входила до складу вермахту на завершальному етапі Другої світової війни. Дивізія сформована у вересні 1944 року шляхом переформування «тіньової» дивізії «Гросгьоршен», а вже 13 жовтня її підрозділи передали до складу 257-ї фольксгренадерської дивізії.

## Історія
587-ма фольксгренадерська дивізія була створена 28 вересня 1944 року на навчальному центрі Вандерн у Бранденбурзі на основі формувань «тіньової» дивізії «Гросгьоршен» (нім. Schatten-Division Groß-Görschen) під час проведення 32-ї хвилі мобілізації німецького вермахту. 13 жовтня командування Резервної армії вермахту віддало наказ на передачу підрозділів 587-ї фольксгренадерської дивізії до складу 257-ї фольксгренадерської дивізії.

## Райони бойових дій
- Німеччина (вересень — жовтень 1944).

## Бойовий склад 587-ї фольксгренадерської дивізії
- 1-й гренадерський полк «Гросгьоршен»
- 2-й гренадерський полк «Гросгьоршен»
- 3-й гренадерський полк «Гросгьоршен»
- артилерійський полк «Гросгьоршен»
- частини та підрозділи дивізійного підпорядкування